# Шмидт, Александр Александрович (биохимик)
Алекса́ндр Алекса́ндрович Шмидт (1892—1978) — советский биохимик. Академик АН Латвийской ССР (1946). Работы по парентеральному питанию и синтезу витаминных препаратов.

## Биография
Родился 6 (18 марта) 1892 года в Ренгенгофской волости (ныне Зебренская, Добельский край, Латвия) Курляндской губернии. Окончил ПВМА (1922).
В 1925‒1935 годах ассистент там же.
В 1936‒1945 годах профессор и заведующий кафедрой биохимии 2 ЛМИ и одновременно директор ВНИВИ.
С организацией АН Латвийской ССР в 1946 году был избран действительным членом Академии (первый состав). Профессор Латвийского университета (1945‒1950) и РМИ (1950‒1972). Член ВКП(б) с 1950 года.
В 1946‒1952 годах академик-секретарь отделения сельскохозяйственных, биологических и медицинских наук АН Латвийской ССР.
В 1952‒1954 годах руководитель сектора обмена веществ и питания института экспериментальной медицины АН Латвийской ССР.
С 1972 года руководитель отдела в Рижском медицинском институте. Основные труды по изучению биохимии и технологии белково-витаминных концентратов, инсулина, различных витаминов, в том числе аскорбиновой кислоты, по биохимии парентерального питания человека. Академик АН Латвийской ССР (1946). Член-корреспондент АМН СССР (1960).
Умер 18 июня 1978 года.

## Основные работы
- Аскорбиновая кислота, её природа и значение в живом организме, М.-Л., 1941.

## Награды и премии
- Сталинская премия третьей степени (1951)[1]— за осуществление промышленного синтеза аскорбиновой кислоты (витамина C)
- три ордена Ленина[1].
- три ордена Трудового Красного Знамени[2] и медали